# バリー・M・オズボーン
バリー・M・オズボーン（Barrie M. Osborne, 1944年2月7日 - ）は、アメリカ合衆国の映画プロデューサーである。

## 人物
ニューヨーク市で生まれ、ニューロシェルで育ち、ニューロシェル高等学校を卒業した。カールトン・カレッジを卒業し、ウェリントンに住んでいる。
ピーター・ジャクソンとフラン・ウォルシュと共に『ロード・オブ・ザ・リング/王の帰還』を製作したことにより、アカデミー作品賞を受賞した。

## フィルモグラフィ
- 刑事コジャック Kojak (1976) ユニットマネージャー
- American Hot Wax (1978) 第2助監督
- 地獄の黙示録 Apocalypse Now (1979) プロダクションマネージャー
- チャイナ・シンドローム The China Syndrome (1979) 第2助監督
- 男の傷 Cutter's Way (1981) アシスタントプロデューサー・ユニットプロダクションマネージャー
- 再会の時 The Big Chill (1983) アシスタントプロデューサー・ユニットプロダクションマネージャー
- 007 オクトパシー Octopussy (1983) プロダクションマネージャー
- コットンクラブ The Cotton Club (1984) ラインプロデュサー
- ファンタンゴ Fandango (1985) アシスタントプロデューサー・ユニットプロダクションマネージャー
- ペギー・スーの結婚 Peggy Sue Got Married (1986) 製作総指揮・ユニットプロダクションマネージャー
- チャイルド・プレイ Child's Play (1988) 製作総指揮
- ディック・トレイシー Dick Tracy (1990) 製作総指揮・第2助監督
- Kinderspiele (1992) 製作総指揮
- ワイルダー・ナパーム Wilder Napalm (1993) 製作総指揮・ユニットプロダクションマネージャー
- モアイの謎 Rapa Nui (1994) 製作総指揮
- チャイナ・ムーン China Moon (1994) 製作
- ザ・ファン The Fan (1996) 製作総指揮
- フェイス/オフ Face/Off (1997) 製作
- マトリックス The Matrix (1999) 製作総指揮
- ロード・オブ・ザ・リング The Lord of the Rings: The Fellowship of the Ring (2001) 製作・追加第二班監督
- The Last Place on Earth (2002) 製作
- ロード・オブ・ザ・リング/二つの塔 The Lord of the Rings: The Two Towers (2002) 製作
- The Long and Short of It (2003) 製作担当役員
- ロード・オブ・ザ・リング/王の帰還 The Lord of the Rings: The Return of the King (2003) 製作
- Little Fish (2005) 製作総指揮
- ウォーター・ホース The Water Horse: Legend of the Deep (2007) 製作
- アウトランダー Outlander (2008) 製作総指揮
- 決闘の大地で The Warrior's Way (2010) 製作
- The Prophet (2011) 製作
- 華麗なるギャツビー The Great Gatsby (2013) 製作総指揮